# Quistinic
Quistinic település Franciaországban, Morbihan megyében. Lakosainak száma 1423 fő (2022. január 1.). Quistinic Melrand, Saint-Barthélemy, Baud, Languidic, Lanvaudan és Bubry községekkel határos.

## Népesség
A település népességének változása:
| Lakosok száma | 1901 | 1517 | 1412 | 1315 | 1424 | 1436 | 1431 | 1416 | 1421 | 1423 |
|               | 1968 | 1982 | 1990 | 2006 | 2013 | 2015 | 2017 | 2019 | 2020 | 2022 |